# Artyom Verny
Artyom Verny (russisch Артём Алексеевич Верный/Artjom Alexejewitsch Werny; * 20. Februar 1993) ist ein russisch-israelischer Eishockeyspieler, der seit 2014 beim HC Bat Yam in der Israelischen Eishockeyliga unter Vertrag steht.

## Karriere
Artyom Verny begann seine Karriere als Eishockeyspieler in der Juniorenabteilung des HK Spartak Moskau. In der Spielzeit 2011/12 spielte er für den Klub in der Juniorenliga Molodjoschnaja Chokkeinaja Liga. Anschließend wechselte er zum HK Odinzowo aus der Klassentieferen Molodjoschnaja Chokkeinaja Liga B, wo er zwei Jahre spielte. 2014 zog es ihn nach Israel, wo er seither für den HC Bat Yam in der israelischen Eishockeyliga auf dem Eis steht. Mit dem Team aus dem Gusch Dan wurde er 2016, 2018 und 2019 israelischer Meister. 2017 war er der beste Torvorbereiter und 2018 der Topscorer der Liga.

### International
Mit der israelischen Nationalmannschaft nahm Verny an den Weltmeisterschaften der Division II 2017, 2018 und 2019 teil.

## Erfolge und Auszeichnungen
- 2016 Israelischer Meister mit dem HC Bat Yam
- 2017 Meiste Torvorlagen der israelischen Eishockeyliga
- 2018 Israelischer Meister mit dem HC Bat Yam
- 2018 Topscorer der israelischen Eishockeyliga
- 2019 Aufstieg in die Division II, Gruppe A bei der Weltmeisterschaft der Division II, Gruppe B
- 2019 Israelischer Meister mit dem HC Bat Yam